# Arp 21
Arp 21 ist eine Spiralgalaxie vom Hubble-Typ S im Sternbild  Kleiner Löwe. Sie ist rund 386 Millionen Lichtjahre von der Milchstraße entfernt.
Halton Arp gliederte seinen Katalog ungewöhnlicher Galaxien nach rein morphologischen Kriterien in Gruppen. Diese Galaxie gehört zu der Klasse Dreiarmiger Spiralgalaxien.